# 1 euro

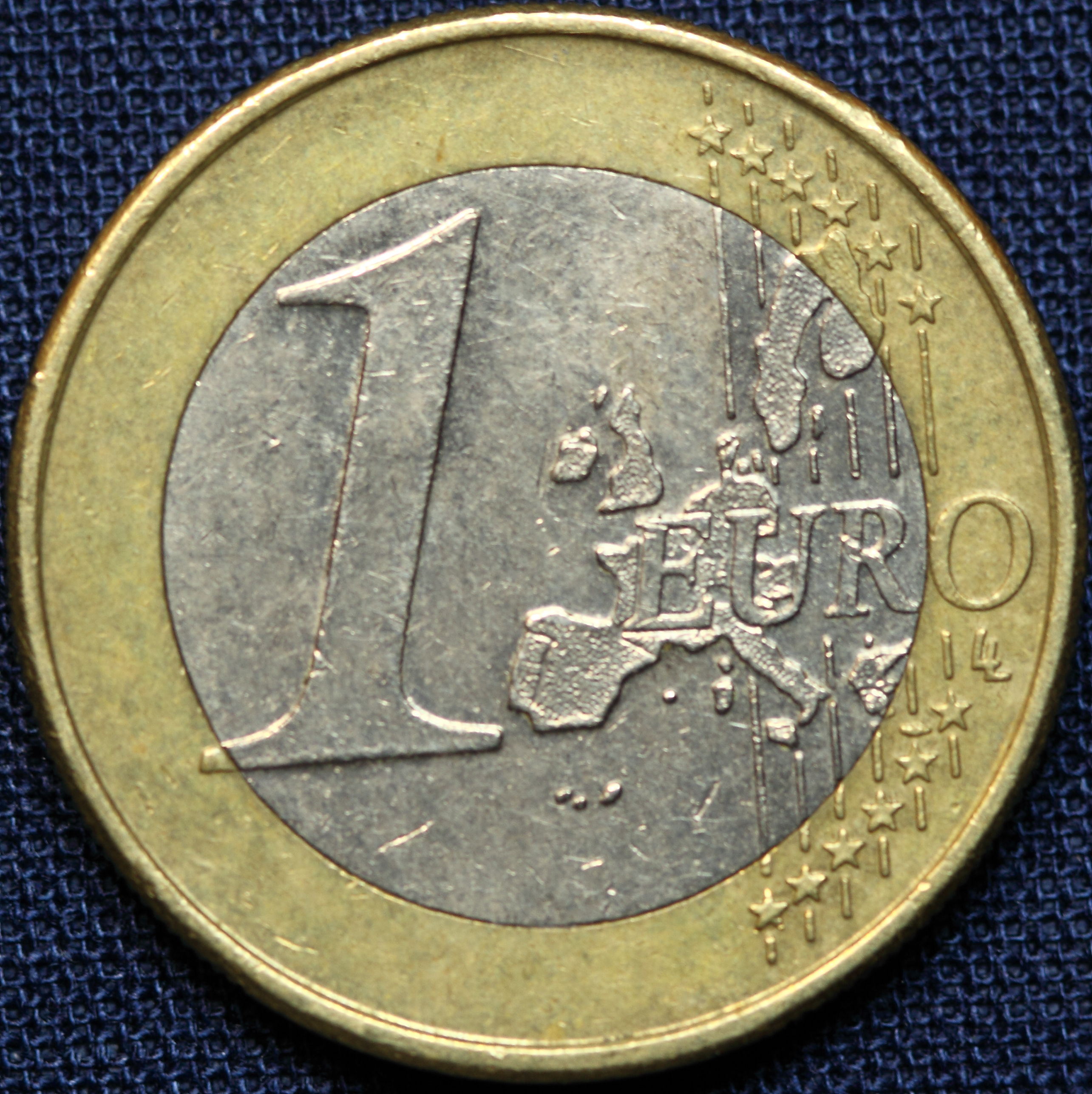
Na obrázku se nachází jednoeurová mince.

Mince 1 euro je hodnotou druhá největší mince (z celkem 8) měny euro.
Mince jsou vyrobeny ze dvou slitin – vnitřní část je z mědiniklu a vnější z niklové mosazi. Mají průměr 23,25 mm, sílu 2,33 mm a hmotnost 7,55 g. Hrana mince je střídavě hladká a jemně vroubkovaná (3 segmenty hladká, 3 segmenty vroubkovaná). Všechny mince mají společnou lícovou stranu a rozdílnou národní rubovou stranu. Mince ražené mezi lety 1999–2006 měly na lícové straně vyobrazeny pouze státy Evropské unie před rozšířením v roce 2004. Nové mince ražené od roku 2007 reagují na rozšíření Evropské unie a zobrazují celou Evropu – nejenom 15 původních států EU.

## Rubová strana
- Andorra – budova Casa de la Vall –⁠ sídlo parlamentu
- Belgie – podobizna krále Belgičanů Filipa a jeho monogram „FP“ umístěný pod korunou
- Estonsko – mapa Estonska a nápis „Eesti“ (estonsky Estonsko)
- Finsko – dvě labutě letící nad finskou krajinou
- Francie – zobrazení stylizovaného stromu v šestiúhelníku a francouzské motto „Liberté Egalité Fraternité“
- Chorvatsko - kuna s chorvatským šachovnicovým vzorem v pozadí
- Irsko – tradiční irská harfa
- Itálie – Vitruvius, známá kresba od Leonarda da Vinciho
- Kypr – znázornění Pomoského idolu jako symbol kyperské kultury
- Litva – Vytis, státní znak Litvy
- Lotyšsko – portrét lotyšské dívky
- Lucembursko – portrét velkovévody Henriho
- Malta – osmicípý maltézský kříž
- Monako – portrét prince Alberta II.
- Německo – zobrazení německé orlice (státní znak), symbolu německé suverenity
- Nizozemsko – portrét krále Viléma-Alexandra a nápis „Willem-Alexander Koning der Nederlanden“
- Portugalsko – královská pečeť z roku 1144
- Rakousko – slavný hudební skladatel Wolfgang Amadeus Mozart, který se narodil v Salcburku
- Řecko – vyobrazení sovy na starověké athénské čtyřdrachmové minci z 5. století př. n. l.
- San Marino – druhá ze 3 sanmarinských věží
- Slovensko – slovenský státní znak Dvojkříž na trojvrší
- Slovinsko – Primož Trubar a nápis „Stati inu obstati“ (slovinsky stát a obstát)
- Španělsko – portrét Filipa VI., španělského krále
- Vatikán – znak papeže Františka